# 芝 (東京都港區)
芝（日语：／ Shiba */?），日语中原为草地的意思，是东京都港区南部地名與町名，曾经是东京都的一个区，昭和22年（1947年）合并入港区。2013年（平成25年）7月1日為止的人口有13,007人。狹義的芝是指現今的芝一丁目至五丁目，廣義範圍指舊芝區。芝的范围大致是从是沿新橋、滨松町、田町到品川南北方向的狭长地带，地势西高东低。
芝在江户时代是大名（藩主）在江户居所的聚集地，有众多的历史古蹟，其中有德川幕府的家庙增上寺，其正对东方的门称为大门或芝大门，为主讨仇的赤穗浪人而切腹自杀的大石良雄等47人的墓地泉岳寺，東京鐵塔也在此处，其下的公园称为芝公园，靠东京湾的东面部分称为芝浦，日本著名的电器公司东芝的本社就在此处，是东芝商标的由来。废藩置县后大名领地逐渐回收，很多被改为外国驻日本的使领馆，是东京外国使领馆最为密集的地区之一。

## 概要
位於東京都港區東部，町内有JR山手線與京濱東北線的田町站、都營地下鐵淺草線與三田線的三田站，另有國道15號與日比谷通路口，為重要交通樞紐。田町站與三田站周邊為繁榮的商業用地、餐飲區、商務區，主要道路內混雜古老的住宅街。
另外，同港區其他地區，町內有許多大使館，並有許多的教育與宗教設施。隨著近年的再開發計畫，天宇飯店、中央三井信託銀行本社、NEC超級塔（NEC本社）等大企業總部遷入，高級高層公寓也逐漸增加。
郵遞區號為105-0014（芝一丁目、芝二丁目、芝三丁目，屬芝郵便局）、108-0014（芝四丁目、芝五丁目，屬高輪郵便局）。

## 歷史
現在的芝在江戶時代屬豐島郡柴村、荏原郡金杉村與荏原郡上高輪村。
- 戰國時代，武藏國荏原郡柴村成立。柴村後改屬豐島郡。
- 江戶時代、東海道的開發讓柴村急速發展，開始稱為柴町、芝町。同時，柴村周邊地區開始也被稱作「芝」。
- 1662年（寛文2年）－豐島郡柴村改設町，本芝七町成立（本芝一至四丁目、本芝入橫町、本芝下タ町、本芝材木町）。同時，相鄰的荏原郡金杉村、荏原郡上高輪村改設町，金杉十一町（芝金杉通一至四丁目等）、芝田町等成立。
- 1868年（明治元年）－東京府成立，本地劃屬東京府。
- 1869年（明治2年）－芝金杉地區進行町域整併，芝金杉一至四丁目、芝金杉川口町成立。
- 1878年（明治11年）－芝區成立，本地劃屬東京府芝區。
- 1889年（明治22年）－東京市成立，本地劃屬東京市芝區。
- 1911年（明治44年）5月1日－町名省略「芝」的冠稱。
- 1947年（昭和22年）－芝區與麻布區、赤坂區合併成立港區，町名再次冠上「芝」。
- 1964年（昭和39年）1月1日－實施住居表示（日语：住居表示），本芝地區、芝金杉地區、芝三田四國町改設現在的芝一至五丁目。

### 地名由來
地名「芝」最早可追溯到15世紀後半的文獻。地名由來眾說紛紜。有一說是來自海苔的柴枝，或說是源自於守護職「斯波」（しば），也有人認為是來自芝草，近年則出現代表河口三角洲地形的看法。

## 住居表示實施前後的町名變遷
| 實施後   | 實施年月日   | 實施前（各町名部分地區）                                                                 |
| -------- | ------------ | ---------------------------------------------------------------------------------------- |
| 芝一丁目 | 1964年1月1日 | 芝金杉一至四丁目、芝金杉濱町、芝金杉川口町                                               |
| 芝二丁目 | 1964年1月1日 | 芝金杉一至四丁目、芝金杉河岸、芝新堀町、芝新堀河岸、芝西應寺町、芝三田四國町             |
| 芝三丁目 | 1964年1月1日 | 芝新堀町、芝新堀河岸、芝松本町、芝三田四國町                                             |
| 芝四丁目 | 1964年1月1日 | 本芝一至四丁目、本芝入橫町、本芝下町、本芝材木町、芝三田四國町                           |
| 芝五丁目 | 1964年1月1日 | 本芝四丁目、本芝入橫町、芝田町一至三丁目、芝三田四國町、芝三田同朋町、芝通新町、芝橫新町 |

## 設施、景點
芝一丁目
- 港區立障害保健福祉中心（人類廣場）
- 經覺寺

芝二丁目
- 戶板女子短期大學
- 港區立芝小學校
- 東京大飯店（東京グランドホテル）
- 長谷工公司（日语：長谷工コーポレーション）本社
- 哈雷摩托車日本本社
- 安樂寺
- 法泉寺

芝三丁目
- 智利大使館
- 三井住友信託銀行芝營業部大廈
- 天宇飯店（日语：セレスティンホテル）
- 春日旅館
- 芝公園塔
- La tour芝公園（ラ・トゥール芝公園）

芝四丁目
- 波札那大使館
- 港区立三田福祉会館
- 東京女子學園中學校、高等學校（日语：東京女子学園中学校・高等学校）
- 御穗鹿島神社
- 法音寺
- Catherina三田（日语：カテリーナ三田）

芝五丁目
- JR田町站
- 都營地下鐵三田站
- 港勤勞福祉會館
- 障害者福祉會館
- 港區立三田圖書館
- 港區立鄉土資料館
- 讀賣理工、醫療福祉專門學校
- 森永製菓本社
- 三菱自動車工業本社
- NEC超級塔（NEC本社）
- 建築會館

## 圖片

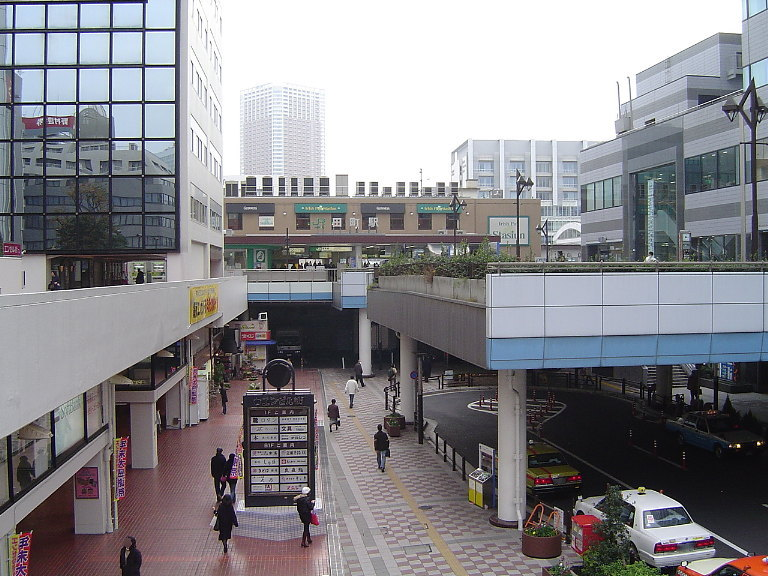
田町站
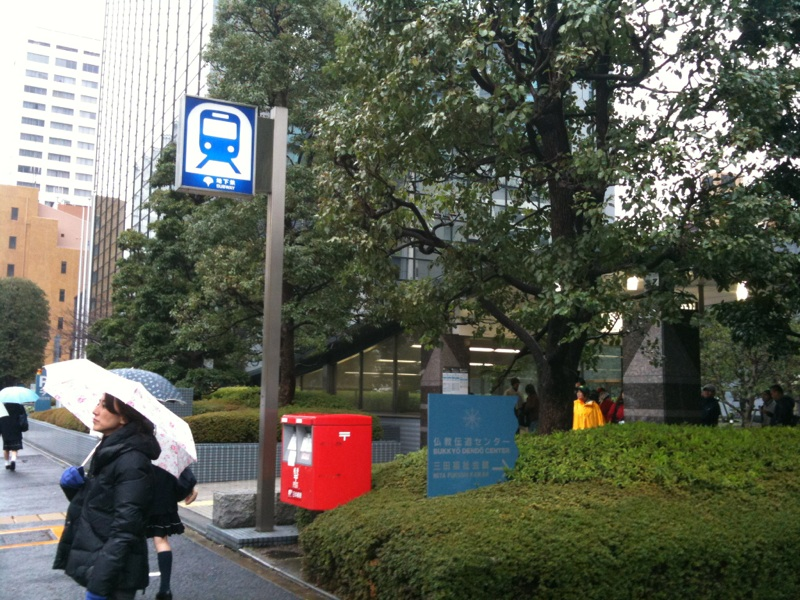
三田站A9出入口
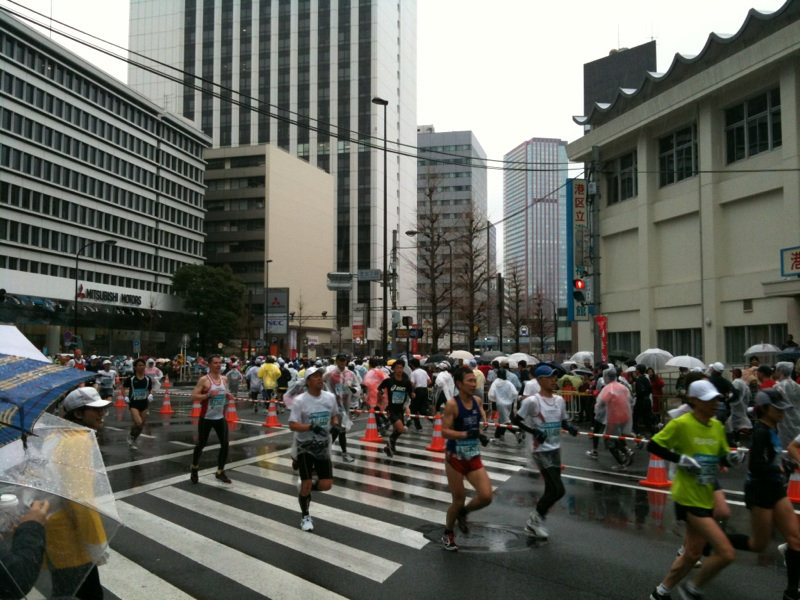
芝五丁目交差點
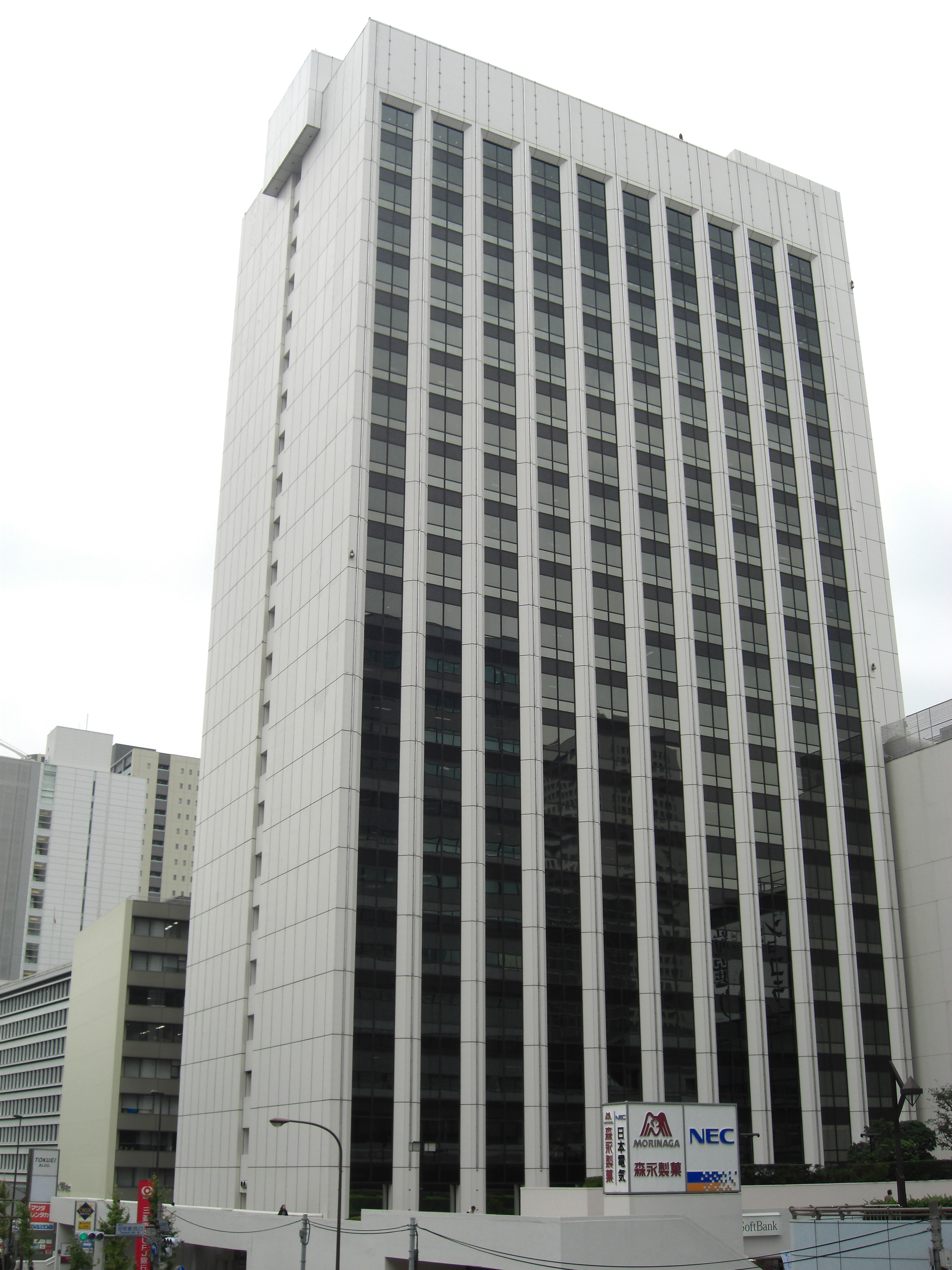
森永廣場大廈（森永製菓本社）
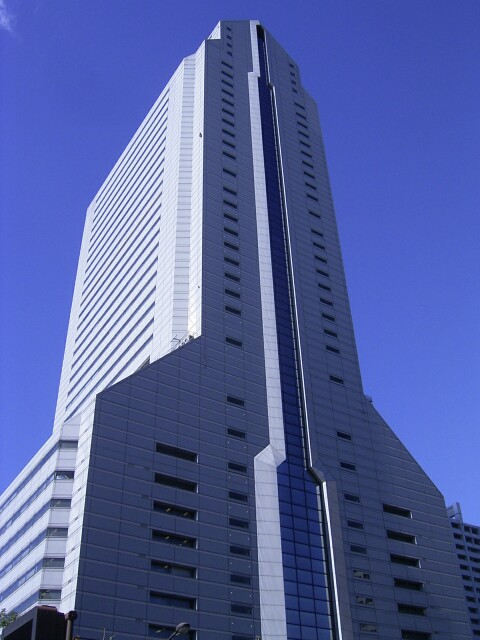
NEC本社
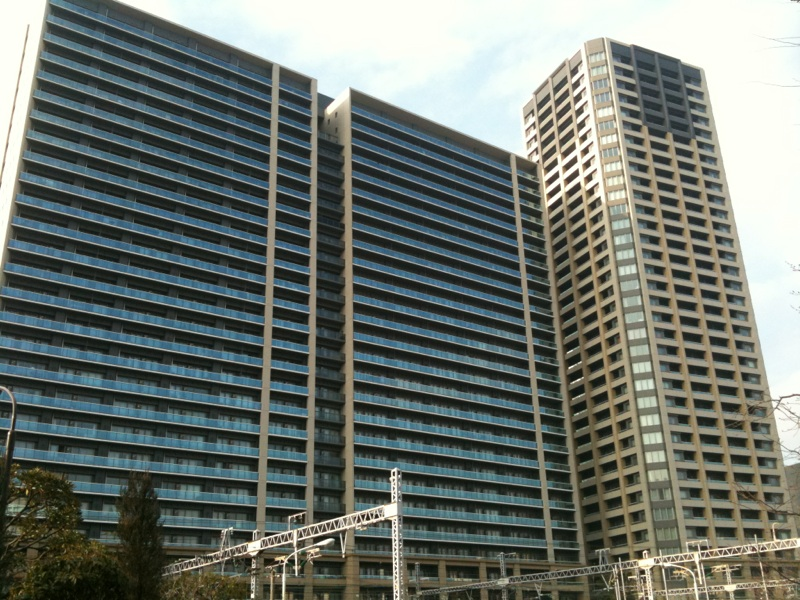
Catherina三田

## 備註
1. ↑  .   [2013-08-07]. （原始内容存档于2014-01-06）.
2. ↑  .   [2013-08-07]. （原始内容存档于2021-04-16）.